# Wahn
Wahn ist ein psychopathologisches Symptom, das vor allem im Rahmen verschiedener psychischer Störungen vorkommt. In der Psychiatrie zählt Wahn im psychopathologischen Befund zu den inhaltlichen Denkstörungen. Der Wahn (oder eine bestimmte Wahnvorstellung) ist eine die Lebensführung behindernde Überzeugung, an welcher der Patient trotz der Unvereinbarkeit mit den empirisch prüfbaren und in der Gesellschaft mehrheitlich akzeptierten Fakten festhält. Dies kann eine Störung der Urteilsfähigkeit zur Folge haben oder die juristische Delikts- und Schuldfähigkeit beeinträchtigen.

## Definition
Wahn ist ein Krankheitssymptom im Rahmen psychischer Störungen und anderer Erkrankungen. Der Begriff bezeichnet ich-syntone, unkorrigierbare Fehlwahrnehmungen oder Fehlbeurteilungen der Wirklichkeit, die unabhängig von persönlichen Erfahrungen auftreten können und an denen auch angesichts gegenteiliger Beweise mit absoluter subjektiver Gewissheit festgehalten wird. Die Wahninhalte sind vielfältig, kulturell geprägt und historisch bedingt. In Kunst und Literatur findet der Wahn nicht selten Erwähnung und ist manchmal das zentrale Thema eines Kunstwerkes.
Wenn es beim Wahn einen Bezug zu einer äußeren Wahrnehmung gibt, wird von Wahnwahrnehmung gesprochen. Diese Bezeichnung stammt von Karl Jaspers und zählt zu den Erstrangsymptomen einer Schizophrenie nach Kurt Schneider. Ohne Bezug auf eine solche Wahrnehmung spricht man hingegen von einem Wahneinfall (laut Schneider ein Zweitrangsymptom). Nach Eugen Bleuler zählt Wahn zu den akzessorischen (hinzutretenden) Symptomen einer Schizophrenie. Ein Wahnsystem oder systematischer Wahn komme erst vor, wenn ab dem zwölften Lebensjahr die Fähigkeit zum abstrakten Denken entwickelt sei. Auch das AMDP-System (ein Katalog zur Erfassung psychopathologischer Merkmale) unterscheidet Wahnstimmung, Wahnwahrnehmung, Wahneinfall, Wahngedanken, systematischen Wahn und die Wahndynamik.

## Differentialdiagnose
Wahn ist von anderen Denkstörungen wie z. B. überwertigen Ideen, magischem Denken oder Zwangsgedanken zu unterscheiden. Letztere können zwar ähnlich erscheinen, unterscheiden sich aber dadurch von einem Wahn, dass die Betroffenen sich bewusst sind, dass ihre sich aufdrängenden Gedanken und Handlungen nicht der Normalität entsprechen (siehe Ich-Syntonie versus Ich-Dystonie). Ähnlich wie Wahnvorstellungen im Rahmen einer isolierten Wahnstörung nach ICD-10 F22.0 haben auch überwertige Ideen stets einen Realitätsbezug und erscheinen auf den ersten Blick plausibel. Jedoch sind die Gedankenstrukturen im Rahmen der wahnhaften Störung stärker emotional besetzt und ich-syntoner als überwertige Ideen.
Der Wahn ist von der Halluzination, einer illusorischen Sinneswahrnehmung, zu unterscheiden.

## Wahn als Symptom unterschiedlicher Krankheiten
Wenn ein Wahn das Leben der betroffenen Person vollständig bestimmt, kann der Wahn als Krankheit aufgefasst werden. Als Symptom ist der Wahn Bestandteil des paranoiden Syndroms. Wahnsyndrome sind nicht selten, sie treten am häufigsten im Rahmen einer Schizophrenie auf. Daneben gibt es zahlreiche weitere Erkrankungen, die mit Wahnsymptomen einhergehen können.
- Schizophrenie
- affektive Störungen (schwere Depressionen oder Manien und bipolare Störungen mit psychotischen Symptomen)
- Demenzen (die Häufigkeit von Wahnsymptomen ist je nach Demenzart verschieden ausgeprägt: Morbus Alzheimer 59 %; vaskuläre Demenz 72 %; Lewy-Body-Demenz 57 % und frontotemporale Demenz 62 %)[9]
- Hirnschädigungen verschiedener Art und Ursache[10]
- substanzinduzierte Psychose
- anhaltende wahnhafte Störung (ICD 10: F22)

## Unterscheidung von Wahn bei verschiedenen Störungen
Die Wahninhalte können Hinweise auf verschiedene Störungen geben und so bei der Differentialdiagnose zwischen Schizophrenie, schizoaffektiver Störung, Depression und Manie helfen. Dabei wird unterschieden, ob die Wahninhalte stimmungskongruent (synthym) oder stimmungsinkongruent (parathym) sind. Bei Schizophrenie sind die Wahninhalte eher inkongruent, bei depressiven und manischen Erkrankungen kongruent und bei schizoaffektiven Störungen könne beides auftreten. Bei Depression werden tendenziell eher synthyme Wahninhalte deutlich, wie Schuldwahn (Versündigungs- oder Verschuldungswahn), Verarmungswahn, hypochondrischer Wahn, nihilistischer Wahn oder Verkleinerungswahn. Für Manie ist Größenwahn eher typisch. Bei Schizophrenie ist  häufig Verfolgungs- und Beeinträchtigungswahn zu beobachten. Für Schizophrenien sind im Allgemeinen solche Wahninhalte typisch, die von anderen als den Betroffenen als besonders bizarr und unlogisch empfunden werden. Man spricht bei Schizophrenien auch von einem „Erklärungswahn“, also einer wahnhaften Überzeugung, die andere belastende Symptome der Schizophrenie (wie akustische Halluzinationen) für den Betroffenen erklärbar machen soll. Typisch und differentialdiagnostisch relevant ist der sogenannte „Zeiger der Schuld“, der beim Schizophrenen nach außen (mit ihm als Zentrum), beim Depressiven nach innen, d. h. zu sich selbst „zeigt“.
Komplexe, in sich geschlossene „Wahnsysteme“ nennt man auch Paranoia. In diesem Fall wird nicht zwangsläufig von einer Schizophrenie ausgegangen, vor allem beim Fehlen von typischen Symptomen wie Ich-Störungen, formale Denkstörungen, Halluzinationen. Als typisch paranoisch gilt z. B. die Überzeugung, dass andere Menschen sich gegen die betroffene Person verschwören, hinter dem Rücken über sie reden und Komplotte schmieden. Dies alles wird mit Argumenten ausgebaut, die nicht auf den ersten Blick irrational erscheinen müssen, jedoch im Kontext erkennbar unangemessen sind.
Wenn der Wahninhalt als mit der psychischen Grundstimmung der Betroffenen übereinstimmend erlebt wird, spricht man in der Psychiatrie von einem synthymen Wahn. Von parathymen Wahneinfällen wird dagegen gesprochen, wenn Psychiater oder Psychotherapeut die psychische Gestimmtheit der Betroffenen nicht als mit dem Wahninhalt übereinstimmend empfinden.
Bei einer anhaltenden wahnhaften Störung treten in der Regel Wahninhalte auf, die Außenstehende als in sich relativ schlüssig und nicht bizarr empfinden. Reale Ereignisse werden dabei in den Wahninhalt einbezogen. Eine anhaltende wahnhafte Störung gilt als chronisch und schwer therapierbar.
Außenstehende nehmen Wahnüberzeugungen teilweise als ausgefeilte und umfassende „Wahngebäude“ wahr, in die Betroffene ihr alltägliches Erleben einbeziehen und umdeuten (z. B. „das parkende Auto da draußen dient nur dazu, eine Abhöranlage zu tarnen“). Psychiater sprechen dann auch von systematisiertem Wahn.
Manchmal beschränkt sich die Wahnsymptomatik aber auch auf ein einziges und scharf umgrenztes Gebiet („Frau X ist ein böser Schlangendämon“), und Außenstehende empfinden die Betroffenen von diesem einen Punkt abgesehen als durchaus realitätsbezogen.
Laut ICD-10 werden Depressionen zwar meistens von synthymen Wahninhalten begleitet, parathyme sind jedoch möglich. So heißt es im ICD-10 unter F25: „Parathyme psychotische Symptome bei affektiven Störungen rechtfertigen die Diagnose einer schizoaffektiven Störung nicht.“ Bei Hypomanie können laut ICD-10 Halluzinationen und Wahn auftreten, sofern diese nicht als typisch für Schizophrenie erscheinen. Laut DSM-IV können hingegen alle Wahninhalte auftauchen, wodurch der Begriff der Hypomanie auch auf schizoaffektive Störungen ausgedehnt wird. Die Zuordnung von unterschiedlichen Wahninhalten ist nicht völlig eindeutig, gewisse Häufungen liegen jedoch in der Natur der Störungen begründet.
|          | Schizophrenie | Schizoaffektive Störung (beides möglich) | Depression | Manie |
| parathym | ×             | ×                                        |            |       |
| synthym  |               | ×                                        | ×          | ×     |

## Wahn als eigenständiges Krankheitsbild
Im ICD-10 wird unter F22 auch eine isolierte Wahnstörung beschrieben (englisch delusional disorder). Dabei handelt es sich um eine seltene, möglicherweise unterdiagnostizierte psychische Störung mit dem Leitsymptom des isolierten Wahns. Anders als im Falle der Schizophrenie haben an einer Wahnstörung Erkrankte eher nicht-bizarre Wahnthemen, keine Halluzinationen, weniger Störungen der Stimmungsbildung und kein Abflachen des Affekts.
Abgesehen von ihren Wahnthemen funktionieren Patienten mit wahnhafter Störung im Alltagsleben in der Regel gut, solange keine weiteren Symptome (z. B. depressive oder zwanghafte Strukturen) hinzukommen. Allerdings können die Wahngedanken zu Konflikten in Partnerschaft, Freundeskreis und Sozialleben führen. Eine Diagnose der wahnhaften Störung ist selten, da die Wahngedanken sachlich nicht bizarr erscheinen und daher erst aus dem Kontext als unangemessen und krankhaft erkannt werden können.

## Wahninhalte
Unter anderem sind folgende typische Wahninhalte zu beobachten:
Beeinträchtigungswahn  und Verfolgungswahn
Die betroffene Person fühlt sich von ihrer Umwelt beeinträchtigt, d. h., sie fühlt sich von ihren Mitmenschen beleidigt, erniedrigt, verhöhnt, man trachtet nach ihrem Leben etc., obwohl es dafür keine Anhaltspunkte gibt. Als eine stärkere Form des Beeinträchtigungswahns gilt der Verfolgungswahn: Der betroffene Mensch fühlt sich verfolgt oder beobachtet, z. B. von Agenten, Außerirdischen oder anderen. Er interpretiert dabei Ereignisse in seiner Umgebung häufig als Spionage- oder Überwachungsaktionen, zum Beispiel in Form eines Beeinflussungsapparates.
Beziehungswahn 
Der Betroffene bezieht Dinge und Ereignisse in seiner Umgebung auf sich, die nach rationalen Kriterien gar nichts mit ihm zu tun haben können; er glaubt beispielsweise, dass Fernsehnachrichten versteckte Botschaften an ihn persönlich enthalten. Der Beziehungswahn ist besonders bei paranoischen Formen zu beobachten, bei denen er oft das Fundament des übrigen Wahngebäudes bildet.
Schädigungswahn 
Der Betroffene hat die wahnhafte Vorstellung, durch sein Dasein oder Handeln andere ungewollt zu schädigen, und ist überzeugt, dass alles, womit er in Berührung kommt, Unheil bringt und er selbst Ursache von Unheil ist.
Verarmungswahn 
Die betroffene Person fühlt sich arm oder fürchtet, zu verarmen, obwohl ihre finanzielle Situation vollkommen unverändert ist und es keine Anhaltspunkte für eine mögliche Verschlechterung gibt.
Größenwahn (Megalomanie) 
Die betroffene Person hält sich für eine wichtige politische oder religiöse Persönlichkeit, die Reinkarnation großer Persönlichkeiten, für einen Gott, Propheten oder Ähnliches, wie zum Beispiel einen Superhelden. Ähnlich ist z. B. der sogenannte Sendungswahn („ich muss die Menschheit erlösen“). Siehe auch: Narzisstische Persönlichkeitsstörung.
Als Sonderformen gelten: z. B. politischer Wahn, religiöser Wahn (mit Heilsauftrag), wahnhafte Erhöhung der eigenen Person, Weltverbesserungswahn, Omnipotenzwahn.
Schuldwahn 
Die Person glaubt, dass sie Schuld an Ereignissen trägt, mit denen sie nichts zu tun hat (z. B. „allein meinetwegen gibt es Armut auf der Welt“). Meist führt sie dies darauf zurück, sündig zu sein, gegen göttliche oder moralische Prinzipien verstoßen zu haben, sich versündigt zu haben, und erwartet, dafür bestraft zu werden. Daher auch Versündigungswahn genannt.
Krankheitswahn 
Der Betroffene glaubt sich unheilbar krank, dem Siechtum oder dem Tod nahe u. a. durch Krebs, Multiple Sklerose, AIDS oder diffusere Erkrankungen wie „Schrumpfung innerer Organe“/„Hirnschwund“, obwohl keine medizinischen Befunde hierfür vorliegen. Siehe auch: Hypochondrie, Koro.
Eifersuchtswahn 
Der Betroffene ist in einem extremen, pathologischen Maße eifersüchtig auf den Ehe- bzw. Lebenspartner oder den Lebensgefährten. Er interpretiert Ereignisse nicht rational nachvollziehbar als Beweis für einen Treuebruch. Eifersuchtswahn wird häufig bei Alkoholkrankheit und Demenz diagnostiziert und in einen Zusammenhang mit Gewalt gegen den Partner bzw. die Partnerin gestellt.
Induzierter Wahn – Folie à deux 
Selten tritt eine so genannte Induzierte wahnhafte Störung auf, auch symbiotischer Wahn oder Folie à deux genannt. Hier übernimmt ein enger Angehöriger, der viel Zeit mit einem unter einer Wahnsymptomatik leidenden Menschen verbringt, meist also der Lebenspartner, die Wahnideen des Betroffenen. Im Zusammenhang mit dem induzierten Wahn wird vermutet, dass auch falsche Erinnerungen beispielsweise bezüglich eines sexuellen Missbrauchs entstehen können („false memory syndrome“).
Sonstige Formen
Weitere Formen bzw. Bezeichnungen des Wahnes werden durch Zusammensetzung des als wesentlich verstandenen Inhaltes der betreffenden Überzeugung mit dem Wort Wahn gebildet. Zum Beispiel: Abstammungswahn, Bedrohungswahn, Dermatozoenwahn, Eigengeruchswahn, Fremdbeeinflussungswahn (siehe Beeinflussungsapparat), Erotomanie (Liebeswahn), Querulantenwahn, Wahn, bestohlen zu werden (als Wahnidee oftmals bei älteren Personen mit dementiellem Syndrom).

## Umgang mit Wahn
Der Umgang mit wahnhaften Menschen ist häufig von Unsicherheit geprägt. Das Verhalten als „wahnsinnig“ empfundener Menschen erscheint häufig als unkalkulierbar. Nach wie vor ist das Krankheitssymptom Wahn ein Stigma, so dass Angehörige von Erkrankten und Betroffene (sofern sie ein ausreichendes Maß an Krankheitseinsicht haben) Wahnsymptome manchmal verschweigen, dies bisweilen auch im Kontakt mit behandelnden Ärzten. Dies kann zu Unter- oder Fehlbehandlungen führen.
Es ist für Außenstehende aussichtslos, einen Betroffenen mit logischen Argumenten von seiner wahnhaften Überzeugung abbringen zu wollen. Für den Erkrankten besteht innerhalb seines Wahngebäudes eine innere Logik, dadurch eine „Wahngewissheit“, die auch durch Gegenargumente nicht zu erschüttern ist. Gegenbeweise werden entweder ignoriert oder in den Wahn eingefügt.

## Behandlung
Bei der Behandlung von Wahn und anderer Positivsymptome werden häufig antipsychotische Medikamente angewendet. Meta-Analysen zeigen, dass die Stärke von Wahnideen auch durch kognitive Verhaltenstherapie und metakognitives Training reduziert werden kann.
Eine Behandlung ist aufgrund der in der Regel fehlenden Krankheitseinsicht nicht immer einfach, bis hin zur Therapieresistenz. Gelegentlich kann ein Patient durch Angehörige oder den Arzt trotz Uneinsichtigkeit dennoch zur Behandlung motiviert werden.
Wenn eine Eigen- oder Fremdgefährdung besteht (dies ist bei weitem nicht immer der Fall) und keine Einwilligung zur Behandlung vorliegt, kann diese zwangsweise erfolgen. Die psychiatrische Behandlung ist je nach diagnostizierter zugrunde liegender Erkrankung (z. B. Schizophrenie, Depression, Manie) unterschiedlich. Von großer Bedeutung ist daher eine genaue Diagnostik mit Differenzialdiagnose.

## Geschichte des Wahns
Der Wahn ist nicht nur in allen Kulturen vorhanden, sondern kann für alle Epochen, von denen ausreichende Schriftzeugnisse vorhanden sind, nachgewiesen werden.

### Frühe Neuzeit
Als einer der frühesten Kritiker der Hexenprozesse bestritt der Arzt Johann Weyer nicht die Existenz der Hexerei, sondern unterstellte, dass die betroffenen Personen Opfer einer (wahnhaften) Täuschung seien. Er erklärte, dass das „Hexenwerk“, der sogenannte Schadenzauber wirkungslos sei. In der Folge der Veröffentlichung seiner Aufklärungsschrift De Praestigiis Daemonum wurden daher erstmals in bestimmten Regionen Tortur und Todesstrafe verboten, die Anzahl der Prozesse sank. In der medizingeschichtlichen Literatur gilt Weyers Argument, „dass selbst die grässlichste Beschwörung niemandem Schaden könne und (die Betroffenen) wie von Melancholie geplagt sich nur einbilden allerlei Übel erregt zu haben“ als eine frühe Umschreibung des Wahns.

### Aufklärung und 19. Jahrhundert
Mit der Entdeckung des Galvanismus beginnt eine intensive Umformung von Wahninhalten und Wahntheorien, z. B. berichten Patienten wie Daniel Paul Schreber ausführlich von beeinträchtigenden Strahlen und in der Psychiatrie werden mit John Browns „Reiz-Erregungstheorie“ in Verbindung mit Johann Christian Reils „Lehre vom Seelenorgan“ elektrische Krankheitstheorien populär. Die Entwicklung der Psychiatrie in der ersten Hälfte des 19. Jahrhunderts ist gekennzeichnet durch eine zunehmende Medizinisierung: Ärzte bemächtigen sich der Verwahranstalten und übernehmen die Definitionsgewalt in Fragen psychischer Störungen. In der sogenannten „Einheitstheorie psychiatrischer Erkrankungen“, der Lehre von der „Einheitspsychose“ nach Ernst Albert Zeller und Joseph Guislain, gilt der Wahn als Folge einer Affektstörung. Nach tiefgreifender Kritik, die erstmals von Ludwig Snell formuliert wurde, musste das Konzept wieder aufgegeben werden. Nachdem bisher der Wahn entweder als ein Stadium in der Entwicklung eines Krankheitsprozesses oder als kuriose Entgleisung normaler Affekte angesehen wurde, nahm man nun das Wahnsyndrom als Kernstück bestimmter Störungen wahr. Emil Kraepelin vereinte die drei Störungen Paranoia, Hebephrenie und Katatonie zur Dementia praecox, dem Vorläufer des heutigen Schizophreniebegriffs. Gleichzeitig grenzte er von dieser vergleichsweise häufigen Störung das sehr seltene Krankheitsbild des isolierten Wahns ab.

### 20. Jahrhundert
Die jüngere Vergangenheit ist erneut von einem gravierenden Wechsel im Verständnis des Wahns gekennzeichnet. Während in Frankreich und in den USA die psychiatrische Krankheitslehre in der ersten Hälfte des letzten Jahrhunderts durch die Arbeiten von Melanie Klein und Jacques Lacan sehr stark von der Psychoanalyse geprägt waren, dominierte in den deutschsprachigen Ländern die psychopathologische Forschung in der Folge von Karl Jaspers. Mit der Einführung wirksamer Behandlungsverfahren durch Neuroleptika und der zunehmenden Verbreitung empirisch orientierter Diagnosemanuale werden theoriegeleitete Wahnlehren zunehmend zu einem Randphänomen in der Psychiatrie.

### Die Wahnlehre im 20. Jahrhundert

#### Emil Kraepelin
Emil Kraepelins Wahntheorie ist nicht einheitlich, sie unterlag Veränderungen im Laufe seines Lebens. Diese können in drei Phasen unterteilt werden. In der ersten Phase, repräsentiert durch die 6. Auflage seines Lehrbuchs von 1899, findet sich Überschneidung mit organisch wirkenden Krankheitsbildern, hier betont Kreapelin Bewusstseinsveränderung im Rahmen der Störung. In der zweiten Phase, repräsentiert durch die 8. Auflage seines Lehrbuches von 1915, beschreibt er die Paranoia als schleichende Entwicklung eines Wahnsystems. In der dritten Phase, in der Schrift Erscheinungsformen des Irreseins von 1920, rezipiert er psychodynamische Überlegungen. Mit großer Wahrscheinlichkeit hat Kraepelin die Diskussion des Themas verfolgt und die zwischen den jeweiligen Auflagen seines Lehrbuchs erfolgenden Erscheinungen bedeutender Veröffentlichungen gekannt und teilweise rezipiert. Zwischen der 6. und 8. Auflage von Kraepelins Lehrbuch liegen die Veröffentlichungen von Jaspers’ Studie zum Eifersuchtswahn (1910), Karl Bonhoeffers Arbeit zu den exogenen Psychosen (1910), Freuds Monographie zum Fall Schreber (1911) und Gaupps Schrift zum Fall Wagner von 1914. Zwischen der 8. Auflage des Lehrbuchs und dem Aufsatz über die „Erscheinungsformen des Irreseins“ liegt die Veröffentlichung von Kretschmers Arbeit Der sensitive Beziehungswahn (1918).
Die erste Phase kann folgendermaßen charakterisiert werden. In der 6. Auflage seines Lehrbuchs 1899 findet sich folgende Definition: Der Wahn sei eine Störung des Denkens, genauer eine Störung von Urteil und Schlussbildung. Zum Wahn gehörten krankhaft verfälschte Vorstellungen, die einer Korrektur durch Beweisgründe nicht zugänglich seien. Die Wahnideen hätten demnach ihren Ursprung nicht in Erfahrung oder Überlegung, sondern im Glauben. Der Ursprung des Wahns liege im Ich (nicht im Gegenstandsbewusstsein, sondern im Ichbewusstsein). Die Entstehung von Wahnideen sei von Gefühlen begleitet, in der Tat seien Affekte eine wahnbildende Kraft. Das Charakteristikum der Wahnideen sei ihre unzweifelhafte Gewissheit. Der Wahn sei von einer Bewusstseinsveränderung begleitet und dies kennzeichne die „allgemeine krankhafte Veränderung der gesamten Hirnleistung“.
In der zweiten Phase, etwa um 1915, hat Kraepelin seine Wahntheorie völlig umformuliert. „Suchen wir den Begriff der Paranoia zu bestimmen … so würde es sich bei ihr um die aus inneren Ursachen erfolgende schleichende Entwicklung eines dauernden, unerschütterlichen Wahnsystems handeln, das mit vollkommener Erhaltung der Klarheit und Ordnung im Denken, Wollen und Handeln einhergeht. Hierbei pflegt sich jene tiefgreifende Umwandlung der gesamten Lebensanschauung, jene „Verrückung“ des Standpunktes gegenüber der Umwelt zu vollziehen, die man mit dem Namen der „Verrücktheit“ zu kennzeichnen wünschte.“ Kraepelin erklärte dann noch die drei Aufbaufaktoren des Wahns. Dabei handele es sich um „visionäre ekstatische Erlebnisse“, „Erinnerungsfälschungen“ und einen sich „kumulativ entwickelnden Beziehungswahn“. Diese drei Aufbaufaktoren tragen zur Wahnbildung bei und diese bewege sich zwischen Beeinträchtigungs- und Größenwahn. Es unterscheidet dann noch der Häufigkeit nach folgende Wahnformen: Verfolgungswahn, hypochondrischen Wahn, Eifersuchtswahn und Größenwahn mit seinen Unterformen Erfinderwahn, hohe Abstammung, Prophetenwahn und Erlösungswahn.
In der dritten Phase etwa um 1920 nahm Kraepelin noch indirekt Bezug auf psychodynamische Aspekte der Krankheitsentstehung. Man könne „seelische Ursachen wenigstens andeutungsweise auffinden“ und „die Grundlage der paranoiden Denkweise sei … in der persönlichen Färbung der Lebensanschauung zu suchen.“ Diese pathogenetischen Äußerungen Kraepelins standen, so Tölle, unter dem Einfluss der Arbeiten von Gaupp. Dabei ist bei Kraepelin der Affekt das wichtigste pathogenetische Moment. Dies werde deutlich an dem „gehobenen Selbstgefühl beim Größenwahn“ und der „starken Kränkbarkeit der paranoiden Menschen“. Das bedeute, dass die Pathologie des Selbstwertgefühls (Narzissmus) in der Pathogenese der Paranoia eine wichtige Rolle spiele. Die Entwicklung der Paranoia lasse sich dann unter dem Gesichtspunkt des Narzissmus deuten, so jedenfalls 1927 Johannes Lange, ein Schüler Kraepelins, in der ersten postum erschienenen Auflage von Kraepelins Lehrbuch.
Fasst man die Auffassungen Kraepelins zusammen, so findet man in der ersten Phase die Bestimmung des paranoiden Syndroms im Rahmen der Schizophrenie (ICD-10, F20) gemäß der heutigen Terminologie und in der zweiten Phase die begriffliche und klinische Abgrenzung des sehr seltenen isolierten Wahns, der anhaltenden wahnhaften Störung (ICD-10, F22) in unserer heutigen Terminologie. Die dritte Phase ist gekennzeichnet durch eine Annäherung an psychoanalytisch orientierte Wahnkonzepte.

#### Heidelberger Schule: Karl Jaspers – Hans Gruhle – Kurt Schneider
Der Wahn ist nach Karl Jaspers eine „subjektive Erscheinung des kranken Seelenlebens“. Kraepelin sagte sinngemäß, der Wahn sei eine Störung des „Ichbewusstseins“, Jaspers ist dagegen der Meinung, der Wahn sei eine Störung des „Gegenstandsbewusstseins“. Das Gegenstandsbewusstsein umfasst Wahrnehmungen, Vorstellungen und Urteile. Wahnideen seien verfälschte Urteile, wenn sie die sogenannte Jasperssche Trias erfüllen:
- die Patienten zeigten eine außergewöhnliche Überzeugung und eine subjektive Gewissheit,
- die Urteile seien unbeeinflussbar[46]
- und sie hätten einen unmöglichen Inhalt.

Jaspers unterscheidet die „wahnhaften Ideen“ von den „echten Wahnideen“. Erstere seien ableitbar aus Affekten und Erlebnissen, sie seien also verstehbar. Letztere dagegen seien nicht ableitbar und unverständlich, sie würden Griesingers Konzept der „Primordialdelirien“ entsprechen und seien etwas Unanschauliches und Unbegreifliches. Dieser Aspekt der Unverständlichkeit steht im Zusammenhang mit dem Jaspersschen Theorem, dem Entwurf eines Methodendualismus, der naturwissenschaftliches Erklären und kausales Herleiten von psychologischem Verstehen und Einfühlen abgrenzt. Die echten Wahnideen oder primären Wahnerlebnisse gliedern sich dann folgendermaßen: Bei einer „Wahnwahrnehmung“ hätten die Patienten eine unveränderte sinnliche Wahrnehmung, sie würden dieser Wahrnehmung aber eine unmittelbare besondere Bedeutung geben (Bedeutungswahn und Beziehungswahn), bei einer „Wahnvorstellung“ handele es sich um plötzliche Einfälle und bei den „Wahnbewusstheiten“ handele es sich um reine abnorme Bewusstheiten ohne sinnliche Wahrnehmung.
Hans Gruhle bemühte sich um eine Klärung der „primären Wahnerlebnisse“ (Jaspers nennt sie „echte Wahnideen“) die gemäß dem Jaspersschen Theorem durch eine Unverständlichkeit ausgezeichnet seien. Gruhle erklärt nun, die aus einer Wahrnehmung auftauchende Ichbeziehung sei das „primäre unableitbar Krankhafte“. Dabei bezieht er sich auf einen Beitrag von Hagen, der erklärt, dass der Wahnkranke den Sinn (eines Sachverhaltes) in die Wahrnehmung verlege und die Sinneswahrnehmung so eine besondere Beziehung zum Ich erhalten, etwa in Sinne eines Winks, der deutet „Jetzt wird Deine Sache verhandelt!“, lateinisch „Tua res agitur“.
Bei Kurt Schneider gibt es zwei Gestalten des Wahns, die „Wahnwahrnehmung“ und den „Wahneinfall“. Die „Wahnwahrnehmung“ habe keinen Anlass, sie sei durch eine Eigenbeziehung und eine abnorme Bedeutung gekennzeichnet. Sie erfülle das „Jasperssche Theorem“ und sei nicht nachvollziehbar. Als Beispiel nennt er den Bericht eines Patienten: „Der Hund lauerte mir auf, schaut mich ernst an und hob eine Pfote. Das setzte mich in die Gewissheit, dass ich es mit einer deutlichen Offenbarung zu tun hatte.“ Die „Wahnwahrnehmungen“ haben nach Schneider einen besonderen Status. Sie gehören in unserer heutigen Terminologie zu den Schneiderschen Erstrangsymptomen und für sie gilt: „Wo Wahnwahrnehmungen sind, handelt es sich immer um eine schizophrene Psychose.“ Der sogenannte „Wahneinfall“ ist demgegenüber für die Diagnose einer Schizophrenie weniger bedeutsam. Schneider nennt als Beispiel besondere Einfälle, wie eine religiöse Berufung. Zum Unterschied von Wahnwahrnehmung und Wahneinfall erklärt Schneider, die Wahnwahrnehmung sei zweigliedrig und der Wahneinfall sei eingliedrig.
Fasst man die Beiträge der Heidelberger Schule zur Wahnlehre zusammen, so ergibt sich folgendes Schema:
- die Jasperssche Trias und das Jasperssche Theorem
- das Konzept der besonderen „Ichbezogenheit“ bei Gruhle
- und das Konzept der „Wahnwahrnehmung als Erstrangsymptom“ bei Schneider

Die Jaspersschen Konzepte wurde von Gruhle und Schneider erweitert. Das auf dem Methodendualismus aufbauende und vielfach kritisierte „Unverständlichkeits-Theorem“ ergänzt Gruhle durch das Konzept der „Ichbezogenheit“ und das problematische dritte Jasperssche Wahnkriterium vom unmöglichen Inhalt erweitert Schneider durch die „Wahnwahrnehmung“ als einem inhaltsunabhängigen Kriterium, denn gemäß Schneider unterscheidet es sich von anderen „Gestalten des Wahns“ durch seine Struktur: Die Wahnvorstellung als eingliedriger Vorgang, die Wahnwahrnehmung als ein zweigliedriger Ablauf.

### Lehrbücher
- Borwin Bandelow, Oliver Gruber, Peter Falkai (Hrsg.): Kurzlehrbuch Psychiatrie. Steinkopff Verlag, Göttingen 2008. ISBN 978-3-642-29894-3
- Matthias Berger (Hrsg.): Psychische Erkrankungen. Urban & Fischer Verlag, München 2009. ISBN 978-3-437-22481-2
- Gerd Huber: Psychiatrie. Lehrbuch für Studium und Weiterbildung. Schattauer Verlag, Stuttgart 1999 (1. Auflage 1974). ISBN 3-7945-1857-8
- Karl Jaspers: Allgemeine Psychopathologie. Springer Verlag, Berlin 1973[54] ISBN 3-540-03340-8
- Christian Scharfetter: Allgemeine Psychopathologie. Eine Einführung. Georg Thieme Verlag, Stuttgart 2010 (1. Auflage 1976). ISBN 3-13-531504-5
- Kurt Schneider: Klinische Psychopathologie. Georg Thieme Verlag, 2007 (1. Auflage 1946). ISBN 978-3-13-398215-3

### Geschichte der Psychiatrie
- Cornelia Brink: Grenzen der Anstalt. Psychiatrie und Gesellschaft in Deutschland 1860–1980. Wallstein Verlag, Göttingen 2010. ISBN 978-3-8353-0623-3
- Hans-Walter Schmuhl, Volker Roelcke (Hrsg.): Heroische Therapien. Die deutsche Psychiatrie im internationalen Vergleich 1918–1945. Wallstein Verlag, Göttingen 2013. ISBN 978-3-8353-1299-9
- Heinz Schott, Rainer Tölle: Geschichte der Psychiatrie. Krankheitslehren, Irrwege, Behandlungsformen. C. H. Beck Verlag, München 2006. ISBN 978-3-406-53555-0

### Monographien und Aufsatzsammlungen
- Klaus Conrad: Die beginnende Schizophrenie. Versuch einer Gestaltanalyse des Wahns. Georg Thieme, Stuttgart 1958; Neuauflage: Psychiatrie-Verlag, Bonn 2013, ISBN 978-3-88414-525-8.
- Petra Garlipp, Horst Haltenhof (Hrsg.): Seltene Wahnstörungen – Psychopathologie Diagnostik Therapie. Steinkopff Verlag, 2010, ISBN 978-3-7985-1876-6.
- Heinz Häfner: Einblicke in Wahnwelten. Eine Dokumentation. In: Hans Magnus Enzensberger (Hrsg.): Kursbuch. Band 3, 1965.
- Heinz Häfner: Das Rätsel Schizophrenie. Eine Krankheit wird entschlüsselt. C. H. Beck Verlag, München 2005, ISBN 3-406-52458-3
- Gerd Huber, Gisela Groß: Wahn. Eine deskriptiv-phänomenologische Untersuchung schizophrenen Wahns. Enke Verlag, Stuttgart 1977, ISBN 3-432-89061-3.
- Markus Jäger: Konzepte der Psychopathologie – Von Karl Jaspers zu den Ansätzen des 21. Jahrhunderts. Kohlhammer, Stuttgart 2016, ISBN 978-3-17-029780-7.
- Wolfgang P. Kaschka, Eberhard Lungershausen (Hrsg.): Paranoide Störungen. Springer-Verlag, Berlin 1992, ISBN 978-3-540-55479-0.
- Matthias Lammel u. a. (Hrsg.): Wahn und Schizophrenie. Psychopathologie und forensische Relevanz. Medizinische Verlagsgesellschaft, Berlin 2011, ISBN 978-3-941468-20-7.
- Manfred Spitzer: Was ist Wahn? Untersuchungen zum Wahnproblem. Springer Verlag, Berlin 1989, ISBN 978-3-540-51072-7.
- Thomas Stompe (Hrsg.): Wahnanalysen. Medizinische Verlagsgesellschaft, Berlin 2012, ISBN 978-3-941468-41-2.
- Rainer Tölle: Wahn. Seelische Krankheiten, Geschichtliche Vorkommnisse, Literarische Themen. Schattauer Verlag, Stuttgart 2008, ISBN 978-3-7945-2389-4.

### Manuale
- Horst Dilling, H. Freyberger (Übersetzer und Hrsg.): Taschenführer zur ICD-10. Klassifikation psychischer Störungen. Verlag Hans Huber, Bern 2006. ISBN 3-456-84255-4
- Wolfgang Trabert, Rolf-Dieter Stieglitz (Hrsg.): Das AMPD-System. Manual zur Dokumentation psychiatrischer Befunde. Hogrefe, Göttingen 2007. ISBN 978-3-8017-1925-8